# ザ・ヒーロー (ローラーズのアルバム)
『ザ・ヒーロー (Voxx)』は、ベイ・シティ・ローラーズの1980年のロック・アルバム。

## 解説
ダンカン・フォール (Duncan Faure) をメンバーに迎えた『ザ・ローラーズ (The Rollers)』名義での2作目。
LPが発売されたのは日本とドイツのみだった。
「ソーホー物語」と「ザ・ヒーロー」は『エレベーター』のセッション時の未使用音源で、この2曲がピーター・カーのプロデュースになっている。それ以外のプロデュースを担当したRickey Fenderとはエリック・フォークナーのこと。

## トラックリスト

### Side One
1. ゴッド・セイヴ・ロックン・ロール "God Save Rock and Roll" (Faulkner, Faure)
2. ときめきをあなたに "Working for the People" (Faure, Rabbitt)
  - フォールが以前在籍していたバンド、ラビットのセカンドアルバム『裸の青春』A Croak and a Grunt in the Night (1977年)の収録曲のリメイク[3]
3. ソーホー物語 "Soho" (Faulkner)
4. ザ・ヒーロー "The Hero" (Faulkner)
5. “85 "'85" (Faulkner)

### Side Two
1. 悲しみのL.A. "Honey Don't Leave L.A." (Faure)
  - フォールが1979年にリリースしたシングル曲のリメイク[4]
2. アイ・ラヴ・ニューヨーク "New York" (Faure)
  - 同上
3. ジッグ "The Jig" (Traditional; arranged by The Rollers)
4. 青春はきのうみた夢 "Set the Fashion" (Faure, Wood)
5. レベル・レベル (炎の反逆) "Rebel Rebel" (David Bowie)
  - 1977年10月の日本武道館公演でのライブ音源。スタジオ録音バージョンは『恋のゲーム』に収録

## パーソネル

### メンバー
- エリック・フォークナー – ギター、ボーカル、リード・ボーカル（「レベル・レベル」）
- ダンカン・フォール – リード・ボーカル、ギター
- アラン・ロングミュアー – ギター、ベース、キーボード
- デレク・ロングミュアー – ドラム、パーカッション
- スチュアート・"ウッディ"・ウッド – ベース、キーボード、ボーカル